# كيت فيرنون
كيت فيرنون (بالإنجليزية: Kate Vernon)‏ (و. 1961  م) هي ممثلة تلفزيونية، وممثلة أفلام كندية، ولدت في كندا.
.

## وصلات خارجية
- كيت فيرنون على موقع IMDb (الإنجليزية)
- كيت فيرنون على موقع ألو سيني (الفرنسية)
- كيت فيرنون على موقع أول موفي (الإنجليزية)
- كيت فيرنون على موقع قاعدة بيانات الأفلام السويدية (السويدية)
- كيت فيرنون على موقع إن إن دي بي (الإنجليزية)
- كيت فيرنون على موقع قاعدة بيانات الفيلم (الإنجليزية)
- كيت فيرنون على موقع كينوبويسك (الروسية)